# James Hinchcliffe
James Douglas Meredith Hinchcliffe, vagy egyszerűen James Hinchcliffe (1986. december 5.–) kanadai autóversenyző.

## Pályafutása

### Korai évek
2003-ban harmadik lett a Bridgestone Racing Academy F2000 bajnokságban. A következő évben a Formula BMW USA bajnokságban három versenyt nyert. 2005-ben a Star Mazda bajnokságban harmadik lett és három győzelmet szerzett. 2006-ban a Champ Car Atlantic Series bajnokságba szerződött a Forsythe Racing-hez. Nyert egy versenyt Portland-ben és még két dobogós helyezést szerzett és a bajnokságot a tizedik helyen.

### A1 Grand Prix
A 2006-os Zandvoort-i versenyen debütált az A1GP-ben, a sprintversenyt nyolcadik a második versenyt a tizenharmadik helyen zárta. A csehországi sprintversenyt második helyen zárta, a második futamon szoros befutóban nyert Alex Yoong-al szemben de később hátrasorolták ötödiknek. A pekingi sprintversenyt negyedik helyen zárta a második versenyen tizedik lett, amelyet meg is nyerhetett volna ha nem sikerül rosszul a boxkiállás. Ezt követően két futammal később Új-Zélandon versenyzett ahol mindkét versenyt hatodik helyen fejezett be.
'Hinch' 2007-ben ismét a Champ Car Atlantic-ba szerződött. A bajnokságot a negyedik helyen zárta. A szezon után vendégkommentátora volt a Champ Car-nak. A 2008-as Atlantic szezonban ismét a Forsythe Racing versenyzője lett és ismét negyedik helyen zárta a bajnokságot és megnyerte a Laguna Seca-i második versenyt.

### Indy Lights
2009-ben a Sam Schmidt Motorsports versenyzője lett az Indy Lights-ban. Sok problémája volt az autóval, a bajnokságot az ötödik helyen zárta győzelem és pole pozíció nélkül. 2010-ben a Team Moore Racing versenyzője lett. Hinchcliffe három győzelmet és öt dobogós helyezéssel második hellyel zárta a bajnokságot a francia újonc Jean-Karl Vernay mögött.

### IndyCar

#### Newman/Haas Racing (2011)
2011 áprilisában Hinchcliffe aláírt a Newman/Haas-hoz a szezonra, eredetileg nem szerepelt a tervek között a brazil valamint a japán verseny, de később mégis elindulhatott a két futamon, így csak a St. Pete-i verseny maradt ki Hinchcliffe-nek a szezonban. Alabamában debütált de nem sikerült célba érnie miután ütközött Viso-val. A következő versenyt Long Beach-en viszont a negyedik helyen zárta. A brazil versenyen ismét a legjobb 10 között zárt, méghozzá a kilencedik helyen.
Hinchcliffe a tizenharmadik helyről kezdhette élete első indianapolisi 500-as versenyt, de a 101. körben falnak csapta az autót és kiállni kényszerült.
Az Indy 500-as követően a Texas-i duplafordulós verseny is elég kiábrándítóan sikerült miután huszadik illetve tizenkilencedik lett. De ezután Milwaukee-ban megint az első tíz között ért célba, hatodik lett.

#### Andretti Autosport (2012–2014)
2012. január 10-én bejelentették, hogy Danica Patrickot váltja az Andretti Autosport GoDaddy által szponzorált autójában. A kocsit átmatricázták és #27-es rajtszámot kapta meg, amit honfitársai, Gilles és Jacques Villeneuve is használt már korábban. A 2012-es indianapolisi 500 mérföldesen a 2. helyen végzett a kvalifikáción és egy pár kesztyűt tett a versenyzőruhájába, amivel az 1999-ben, mindössze 24 évesen elhunyt példaképére, Greg Moore-ra emlékezett és tisztelgett. A futam első körében megelőzte a pole-ból kezdő Ryan Briscoe-t és a 200 körből ötöt az élen töltött, végül a 6. pozícióban intették le.
2013-ra meghosszabbították szerződését és az évadnyitót, St. Petersburg utcáin meg is nyerte, amivel sorozatbeli első győzelmét aratta. Brazíliában, a São Paulo Indy 300-on egy utolsó kanyaros előzési manőverrel megelőzte Szató Takumát, így második sikerét is elkönyvelhette.
A 2014-es legendás futamon egy törmelékdarab csapódott neki, majd egy CT-vizsgálat agyrázkódást mutatott ki nála és orvosai nem engedélyezték az indulását. Május 15-én kapott újra indulási lehetőséget.

#### Schmidt Peterson Motorsports (2015–2019)
2014. október 7-én kiderült, hogy csatlakozik a Schmidt Peterson Motorsports gárdájához a 2015-ös kiírásban az #5-ös konstrukcióban, betöltve Simon Pagenaud helyét. Az év második versenyén, New Orleansban megszerezte első győzelmét új csapatában. Az Indy 500 egyik edzésén súlyosan megsérült, miután a falnak csapódott a felfüggesztés meghibásodása miatt május 18-án. Kórházba szállították és Ryan Briscoe helyettesítette. Az évad hátralévő részében ő és Conor Daly váltotta egymást.
2016. május 22-én a 100. Indy 500-on a legnagyobb sebességet elérve pole-t szerzett, egy évvel a kis híján halálos kimenetelű balesete után. A futam 7. helyén intették le. A Firestone 600-on sokáig vezetett Graham Rahal előtt, de csak 2. lett. Az összetettben 13. helyen rangsorolták 416 ponttal.
2017. április 9-én, két esztendővel előző diadala után újra győzött Long Beach-en.
A 2018-as szezonban Leena Gade lett a versenymérnöke, amivel ő lett az első női versenymérnök a széria történetében. A 2018-as indianapolis 500 "Bump Day"-jén pályafutása során először nem tudott kvalifikálni. Az Iowa Corn 300-on az oválon győzni tudott. A Pocono Racewayen csapattársa, Robert Wickens az IndyCar új korszakának egyik legsúlyosabb balesetét szenvedte el.
2019-ben egy 3. hely volt a legjobbja. 2019. október 28-án az Arrow McLaren SP-re átkeresztelt istálló felmentette a vezetés alól, hiszen leigazolták az újdonsült Indy Lights-bajnok, Oliver Askew-t és a Carlin versenyzőjét, a mexikói Patricio O'Ward-ot. Szerződése szerint szponzorként és tesztversenyzőként továbbra is az alakulattal tartott a versenyhétvégékre 2020-ban.

#### Visszatérés – Andretti Autosport (2020–2021)
2020. február 19-én az Andretti Autosport bejelentette, hogy aláírta a 2020-as szezonra és három futamra szóló szerződést Hinchcliffe-vel. Legjobb eredménye az Indy 500-as 7. helye volt. Az idény utolsó három futamán ő váltotta Zach Veach-et a #26-os autóban, miután az Andretti menesztette.
2021. január 26-án ismertették, hogy 2021-re teljes éves kontraktust kapott a #29-es Dallara-Hondában. A kaotikus, egyben debütáló Nashville-i utcai aszfalton a 3. helyen haladt át a kockás zászló alatt. A 2022-es szezonra a megfelelő anyagi forrásokkal rendelkező, Devlin DeFrancesco váltotta.

## Eredményei

### A1 Grand Prix
| Év      | Csapat | 1          | 2          | 3          | 4          | 5         | 6          | 7       | 8       | 9       | 10      | 11        | 12        | 13         | 14         | 15         | 16         | 17         | 18         | 19         | 20         | 21      | 22      | Helyezés | Pont |
| ------- | ------ | ---------- | ---------- | ---------- | ---------- | --------- | ---------- | ------- | ------- | ------- | ------- | --------- | --------- | ---------- | ---------- | ---------- | ---------- | ---------- | ---------- | ---------- | ---------- | ------- | ------- | -------- | ---- |
| 2006–07 | Kanada | NED SPR 8  | NED FEA 13 | CZE SPR 2  | CZE FEA 5  | CHN SPR 4 | CHN FEA 10 | MYS SPR | MYS FEA | IDN SPR | IDN FEA | NZL SPR 6 | NZL FEA 6 | AUS SPR 13 | AUS FEA Ki | RSA SPR 13 | RSA FEA Ki | MEX SPR 13 | MEX FEA 15 | CHN SPR    | CHN FEA    | GBR SPR | GBR FEA | 11.      | 33   |
| 2007–08 | Kanada | NED SPR 19 | NED FEA 18 | CZE SPR 12 | CZE FEA 11 | MYS SPR   | MYS FEA    | ZHU SPR | ZHU FEA | NZL SPR | NZL FEA | AUS SPR   | AUS FEA   | RSA SPR    | RSA FEA    | MEX SPR    | MEX FEA    | SHA SPR    | SHA FEA    | GBR SPR 15 | GBR FEA 17 |         |         | 9.       | 75   |

### Atlantic Championship
| Év   | Csapat                    | 1      | 2     | 3      | 4      | 5       | 6       | 7      | 8      | 9      | 10     | 11     | 12     | Helyezés | Pont |
| ---- | ------------------------- | ------ | ----- | ------ | ------ | ------- | ------- | ------ | ------ | ------ | ------ | ------ | ------ | -------- | ---- |
| 2006 | Forsythe Racing           | LBH 3  | HOU 4 | MTY 16 | POR 1  | CLE1 17 | CLE2 19 | TOR 6  | EDM Ki | SJO Ki | DEN 7  | MTL 3  | ROA Ki | 10.      | 160  |
| 2007 | Sierra Sierra Enterprises | LVG 4  | LBH 7 | HOU 3  | POR1 2 | POR2 2  | CLE 6   | MTT 3  | TOR Ki | EDM1 3 | EDM2 9 | SJO Ki | ROA 14 | 4.       | 224  |
| 2008 | Forsythe Racing           | LBH 10 | LS 1  | MTT 4  | EDM1 3 | EDM2 3  | ROA1 5  | ROA2 8 | TRR Ki | NJ 16  | UTA 10 | ATL 3  |        | 4.       | 196  |

### Indy Lights
| Év   | Csapat                  | 1      | 2      | 3     | 4      | 5       | 6     | 7      | 8      | 9     | 10    | 11    | 12    | 13    | 14     | 15     | Helyezés | Pont |
| ---- | ----------------------- | ------ | ------ | ----- | ------ | ------- | ----- | ------ | ------ | ----- | ----- | ----- | ----- | ----- | ------ | ------ | -------- | ---- |
| 2009 | Sam Schmidt Motorsports | STP1 6 | STP2 3 | LBH 3 | KAN 12 | INDY 16 | MIL 7 | IOW 3  | WGL 21 | TOR 3 | EDM 4 | KTY 7 | MDO 2 | SNM 6 | CHI 12 | HMS 14 | 5.       | 395  |
| 2010 | Team Moore Racing       | STP 15 | ALA 5  | LBH 1 | INDY 3 | IOW 5   | WGL 2 | TOR 10 | EDM 1  | MDO 7 | SNM 3 | CHI 1 | KTY 2 | HMS 2 |        |        | 2.       | 471  |

### IndyCar
| Év   | Csapat                             | 1      | 2      | 3      | 4      | 5       | 6       | 7       | 8      | 9      | 10     | 11     | 12     | 13     | 14     | 15     | 16     | 17     | 18    | 19    | Helyezés | Pont |
| ---- | ---------------------------------- | ------ | ------ | ------ | ------ | ------- | ------- | ------- | ------ | ------ | ------ | ------ | ------ | ------ | ------ | ------ | ------ | ------ | ----- | ----- | -------- | ---- |
| 2011 | Newman/Haas Racing                 | STP    | ALA 24 | LBH 4  | SAO 9  | INDY 29 | TXS1 20 | TXS2 19 | MIL 6  | IOW 9  | TOR 14 | EDM 15 | MDO 20 | NHM 4  | SNM 7  | BAL 24 | MOT 15 | KTY 4  | LVS T |       | 12.      | 302  |
| 2012 | Andretti Autosport                 | STP 4  | ALA 6  | LBH 3  | SAO 6  | INDY 6  | DET 21  | TXS 4   | MIL 3  | IOW 17 | TOR 22 | EDM 12 | MDO 5  | SNM 26 | BAL 15 | FON 13 |        |        |       |       | 8.       | 358  |
| 2013 | Andretti Autosport                 | STP 1  | ALA 26 | LBH 26 | SAO 1  | INDY 21 | DET 15  | DET 19  | TXS 9  | MIL 5  | IOW 1  | POC 24 | TOR 8  | TOR 21 | MDO 10 | SNM 8  | BAL 7  | HOU 24 | HOU 3 | FON 4 | 8.       | 449  |
| 2014 | Andretti Autosport                 | STP 19 | LBH 21 | ALA 7  | IMS 20 | INDY 28 | DET 6   | DET 5   | TXS 14 | HOU 5  | HOU 14 | POC 12 | IOW 6  | TOR 8  | TOR 18 | MDO 3  | MIL 19 | SNM 12 | FON 5 |       | 12.      | 456  |
| 2015 | Schmidt Peterson Motorsports       | STP 16 | NLA 1  | LBH 12 | ALA 7  | IMS 12  | INDY Vi | DET     | DET    | TXS    | TOR    | FON    | MIL    | IOW    | MDO    | POC    | SNM    |        |       |       | 23.      | 129  |
| 2016 | Schmidt Peterson Motorsports       | STP 19 | PHX 18 | LBH 8  | ALA 6  | IMS 3   | INDY 7  | DET 18  | DET 21 | ROA 14 | IOW 9  | TOR 3  | MDO 5  | POC 10 | TXS 2  | WGL 18 | SNM 12 |        |       |       | 13.      | 416  |
| 2017 | Schmidt Peterson Motorsports       | STP 9  | LBH 1  | ALA 6  | PHX 12 | IMS 13  | INDY 22 | DET 3   | DET 20 | TXS 14 | ROA 20 | IOW 10 | TOR 3  | MDO 11 | POC 20 | GTW 8  | WGL 21 | SNM 22 |       |       | 13.      | 376  |
| 2018 | Dreyer & Reinbold Racing           | STP 4  | PHX 6  | LBH 9  | ALA 3  | IMS 7   | INDY NK | DET 11  | DET 16 | TXS 4  | ROA 10 | IOW 1  | TOR 4  | MDO 14 | POC 20 | GTW 15 | POR 22 | SNM 15 |       |       | 10.      | 391  |
| 2019 | Arrow Schmidt Peterson Motorsports | STP 6  | COA 16 | ALA 6  | LBH 9  | IMS 16  | INDY 11 | DET 9   | DET 18 | TXS 19 | ROA 7  | TOR 6  | IOW 3  | MDO 22 | POC 20 | GTW 12 | POR 20 | LAG 9  |       |       | 12.      | 370  |
| 2020 | Andretti Autosport                 | TXS 18 | IMS 11 | ROA    | ROA    | IOW     | IOW     | INDY 7  | GTW    | GTW    | MDO    | MDO    | IMS 14 | IMS 13 | STP 14 |        |        |        |       |       | 23.      | 138  |
| 2021 | Andretti Steinbrenner Autosport    | ALA 17 | STP 18 | TXS 23 | TXS 18 | IMS 18  | INDY 21 | DET 17  | DET 14 | ROA 15 | MDO 17 | NSH 3  | IMS 22 | GTW 15 | POR 27 | LAG 20 | LBH 14 |        |       |       | 20.      | 220  |

#### Indianapolis 500
| Év   | Kasztni | Motor     | Rajthely | Eredmény | Csapat                             |
| ---- | ------- | --------- | -------- | -------- | ---------------------------------- |
| 2011 | Dallara | Honda     | 13.      | 29.      | Newman/Haas Racing                 |
| 2012 | Dallara | Chevrolet | 2        | 6        | Andretti Autosport                 |
| 2013 | Dallara | Chevrolet | 9        | 21       | Andretti Autosport                 |
| 2014 | Dallara | Honda     | 2        | 28       | Andretti Autosport                 |
| 2015 | Dallara | Honda     | Vi       | Vi       | Schmidt Peterson Motorsports       |
| 2016 | Dallara | Honda     | 1        | 7        | Schmidt Peterson Motorsports       |
| 2017 | Dallara | Honda     | 17       | 22       | Schmidt Peterson Motorsports       |
| 2018 | Dallara | Honda     | Nk       | Nk       | Schmidt Peterson Motorsports       |
| 2019 | Dallara | Honda     | 32       | 11       | Arrow Schmidt Peterson Motorsports |
| 2020 | Dallara | Honda     | 6        | 7        | Andretti Autosport                 |
| 2021 | Dallara | Honda     | 16       | 21       | Andretti Steinbrenner Autosport    |

-Vi- Visszalépett
-Nk- Nem kvalifikált

## A médiában

### Podcastok
A Frost Marks Films produkciós cég partnere. 2016. augusztus 30-án feltűnt a Celebrity Family Feud című epizódban egy reklámban. 2015 és 2017 között a The Mayor on Air című podcast-műsort vezetett, amelyben jellemzően IndyCar-versenyzőkkel készített interjúkat. Ezt követően Alexander Rossival indított egy saját fenntartású podcastot Off Track with Hinch and Rossi, – vagyis A pályán kívül Hinch és Rossi társaságában néven.

### Televíziós műsorok
2020-ban csatlakozott az NBC Sport-hoz IndyCar- és bizonyos IMSA-versenyek elemzőjeként. 2022-ben mint főállású elemző tért vissza, Leigh Diffey és Townsend Bell társaságában, egy másik kanadai, Paul Tracy helyére. Az év októberében ott volt a Formula–1 „Weekend Warmup”  csapatában az amerikai és mexikóivárosi nagydíjon.

### Dancing with the Stars
2016. augusztus 30-án ismertették, hogy indul a Dancing with the Stars 23. évadában az egyik hírességként. Partnere Sharna Burgess, profi táncosnő volt. 2016. november 22-én az eredményhirdetésen a második helyen végzett az olimpiai tornász, Laurie Hernandez mögött.
| Hét #       | Tánc / Dal | Bírói pontszámok | Bírói pontszámok | Bírói pontszámok | Bírói pontszámok | Eredmény     |
| Hét #       | Tánc / Dal | Inaba            | Goodman          | Hough            | Tonioli          | Eredmény     |
| ----------- | --- | ---------------- | ---------------- | ---------------- | ---------------- | ------------ |
| 1           | Foxtrot/"Live Life"                                                                                                | 8                | 8                | 7                | 8                | Nincs        |
| 2           | Paso Doble/"The Walking Dead Theme"                                                                                | 7                | 7                | 7                | 8                | Biztonság    |
| 3           | Cha-cha-cha/"Big Trouble"                                                                                          | 7                | 7                | 8                | 7                | Biztonság    |
| 4           | Quickstep/"The Hollywood Wiz"                                                                                      | 9                | —                | 9                | 10               | Biztonság    |
| 5           | Tangó/"The Right Time"                                                                                             | 10               | —                | 9                | 10               | Nincs        |
| 6           | Rumba/"Need the Sun to Break"                                                                                      | 10               | 9                | 9                | 10               | Biztonság    |
| 7           | Jitterbug/"In the Mood" Team Freestyle/"The Skye Boat Song"                                                        | 9 10             | 9                | 9                | 9 10             | Biztonság    |
| 82          | Viennese Waltz/"You Don't Own Me"                                                                                  | 10               | —                | 10               | 10               | Biztonság    |
| 9           | Jazz/"A Brand New Day" Team-Up Dance (Paso Doble)/"No Good"                                                        | 9                | 9                | 9 10             | 9                | Biztonság    |
| 10 ELŐDÖNTŐ | Argentín Tangó/"Santa Maria" Trio Jive/"Gimme Some Lovin"                                                          | 9 10             | —                | 10               | 10               | Biztonság    |
| 11 DÖNTŐ    | Foxtrot/"It Had to Be You" Freestyle/"Beethoven's 5 Secrets" Viennese Waltz & Foxtrot Fusion/"Over and Over Again" | 9 10             | 9 10             | 9 10             | 10               | 2. helyezett |